# Nazalizacja
Nazalizacja – w najszerszym znaczeniu unosowienie, czyli przyjęcie przez głoskę cech nosowości, na przykład w otoczeniu innych głosek nosowych (zob. asymilacja fonetyczna).
W węższym znaczeniu jest to tzw. przesłonięcie (irl. uru) – regularna wymiana spółgłosek na początku wyrazu, charakterystyczna zwłaszcza dla języków celtyckich, zachodząca w określonych warunkach syntaktycznych i morfologicznych. W językach irlandzkim i szkockim wprowadzenia jej wymagają na przykład niektóre stojące przed rzeczownikiem przyimki, liczebniki oraz rodzajnik określony.
W języku irlandzkim zachodzi ona według następującego paradygmatu:
- spółgłoski: p, p', f, f', t, t', k, k' przyjmują dźwięczność,
- spółgłoski: b, b', d, d', g, g' przechodzą w odpowiadające im pod względem miejsca artykulacji sonanty nosowe: m, m', n, ń, ŋ, ŋ',
- jeżeli kontekst wymaga nazalizacji, a wyraz zaczyna się od samogłoski, to na jego początku dodawane jest w wymowie i piśmie [n],
- w przypadku, gdy wyraz zaczyna się od innej spółgłoski, nazalizacja nie zachodzi

W ortografii nazalizację oznacza się w językach celtyckich najczęściej poprzez postawienie przed danym wyrazem litery odpowiadającej nowemu dźwiękowi, na przykład:
irl. ceann → gceann (głowa)
Wyjaśnia to alternatywną nazwę nazalizacji - przesłonięcie, postać wyrazu w grafii zostaje bowiem dość radykalnie zmieniona.
Uwaga: Nazalizację oznacza się zawsze małą literą, nawet jeśli rzeczownik, którego głoska początkowa ulega nazalizacji, pisany jest wielką literą, na przykład:
szkoc. Béarla (język angielski) → i mBéarla (po angielsku).